# Orthogonius xanthomerus
Orthogonius xanthomerus – gatunek chrząszcza z rodziny biegaczowatych i podrodziny Orthogoniinae.

## Taksonomia
Gatunek ten opisany został w 1867 roku przez Ludwiga Redtenbachera.

## Opis
Ciało czarne, błyszczące. Głowa gęsto pomarszczona. Czułki, narządy gębowe i golenie smolistorude. Przedplecze poprzeczne, pomarszczone, o kątach zaokrąglonych. Rzędy pokryw drobno punktowane, intensywniej po bokach. Wierzchołek pokryw gęsto punktowany.

## Występowanie
Gatunek ten jest endemitem Chin, wykazanym z Guangdongu, Hongkongu i Junnanu.